# 丁公量
丁公量（1921年10月—2017年3月7日），浙江省定海县人。中国人民解放军军事将领。
出生于定海县北门帅旗弄口、登龙桥下的丁七房。祖父丁紫垣又称丁七爷，是清朝时县官。父亲丁淞生是辛亥革命后定海县第一任县长。1935年，丁公量参加童子军。1936年，丁公量参加中国共产党在舟山的地下活动。1937年，考入上海中法工学院。同年冬，他参加共产国际情报组织，任政治交通。1938年1月，丁公量参加新四军，同年5月加入中国共产党。担任新四军教导团特派员。1939年6月23日，日军攻占定海县后，祖父丁紫垣出任维持会长，被游击队棍毙。父亲丁淞生主张抗日，与国民政府县长苏本善争夺农村势力范围，被苏本善设计杀害。
抗日战争期间，丁公量担任新四军教导总队锄奸干事，新四军第一支队政治部特派员、军部教导总队特派员。1941年皖南事变时，被收押于上饶集中营。与国府军统相关的同母姐姐（应是长姐丁慧峰）前往上饶试图保释丁公量，因政治立场相反被拒绝。10月，与汪海粟从茅家岭监狱逃出。在福建省蒲城县盘亭乡，被乡公所抓壮丁，与汪海粟分散。后逃出到上海，在上海地下党帮助下，回到新四军。1942年12月，丁公量随部队前往浙东开辟抗日根据地。1943年，先后担任新四军浙东游击纵队政治部保卫科科长、敌伪军工作部部长、支队政治处主任、干部团参谋长。
第二次国共内战时期，历任华东野战军第一纵队政治部保卫部长，二十军五十八师172团政委，第三野战军九兵团政治部保卫部长。1953年，参加朝鲜战争，担任任志愿军代表团代表出席板门店谈判，后任遣返战俘办公室主任。1954年，任华东军区政治部保卫部副部长，60军181师政委。后转任上海市科学技术委员会副主任。2017年3月7日凌晨逝世，虚岁95岁

## 家庭
- 长姐丁慧峰，丈夫沈德亨是第一屆國民大會浙江省代表。1949年后，夫妇遷台[1]。
- 其他姐妹，丁菲任浙江日报社副总编，丈夫陈安羽曾任浙江省人大常委会主任；丁龙儿参加过中国共产党领导的革命活动[1]。
- 妻子余也萍
  - 两人在1947年结婚。至少有一女丁芃[7]。1959年，丁公量在镇海县驻扎时，寻找到妻子战友、恋人林勃烈士的墓地。余也萍在1989年逝世[8]。
- 妻子苏菲
  - 原名王苏菲，慈谿縣三七市（现属余姚市）人，1926年1月出生，2015年丈夫逝世后仍在世，曾参加过新四军浙东游击纵队[9]。